# 林村 (神奈川県)
林村（はやしむら）は、神奈川県の中央部に位置した愛甲郡にかつてあった村である。
1946年6月1日に三田村、棚沢村、下川入村、妻田村、及川村と合併し睦合村となった。
現在の地名は神奈川県厚木市林。

## 歴史
- 1889年4月1日 - 町村制施行により、愛甲郡林村が発足。
- 1946年6月1日 - 三田村、棚沢村、下川入村、妻田村、及川村と合併し睦合村となった。同日付で林村が廃止。